# Аскеров, Вазех Эльдениз оглы
Вазех Эльдениз оглы Аскеров (азерб. Vazeh Eldəniz oğlu Əskərov; род. 15 октября 1978, Баку) — ректор Азербайджанского государственного университета нефти и промышленности (2023—2025).

## Биография
Родился 15 октября 1978 года. В 1999 году окончил Азербайджанский университет языков по специальности «английский и французский язык». 
В 2004 году получил сертификат по европейскому и международному праву Университета имени Роберта Шумана (Франция).
С 2004 по 2006 год обучался в магистратуре Университета имени Марка Блока (Страсбург).
С 2007 по 2012 год обучался в докторантуре департамента европейского общества и культуры Страсбургского университета. 
В 2012 году защитил докторскую диссертацию в Страсбургском университете на тему «Эмиграция азербайджанцев во Францию: история и перспективы».
18 февраля 2019 года присвоено звание доктора философии Азербайджана и ассоциированного профессора истории.
Работал в посольстве Азербайджана во Франции. 
С 2000 по 2001 год являлся заместителем директора центра им. Жорж Санд департамента культуры посольства Франции в Азербайджане.
С 2001 по 2003 год являлся менеджером по переводам нескольких международных и местных организаций Азербайджана.
С 2003 по 2013 год проживал во Франции. В 2005 году был избран председателем Ассоциации азербайджанских студентов Франции. Также с 2005 года являлся основателем и членом правления Страсбургского Дома Азербайджана. Участвовал в организации публикаций об Азербайджане и культурных мероприятиях Азербайджана во Франции.
С 2013 года возглавлял Ассоциацию молодых исследователей при Азербайджанском университете языков. С мая 2013, и с декабря 2015 по декабрь 2016 года являлся советником ректора Азербайджанского университета языков. 
С июня 2014 по декабрь 2015 года являлся заместителем ректора по академическим вопросам Азербайджанского университета языков. 
С мая 2016 года являлся ассоциированным профессором факультета французского языка Азербайджанского университета языков.
С 14 декабря 2016 года являлся директором Французско-азербайджанского университета. 
Проректор по стратегическим вопросам Азербайджанского государственного университета нефти и промышленности (с 13 июля 2023).
Доцент.
Ректор (и.о.) Азербайджанского государственного университета нефти и промышленности (13 июля 2023 — 3 февраля 2025). 
В 2014 году французским издательством «Presses Académiques Francophones» опубликована монография Аскерова «Иммиграция азербайджанцев».
Автор 20 научных статей. Являлся редактором 6 книг, опубликованных во Франции.
Член правления партии «Новый Азербайджан».